# Премия Правительства Российской Федерации имени Ю. А. Гагарина в области космической деятельности

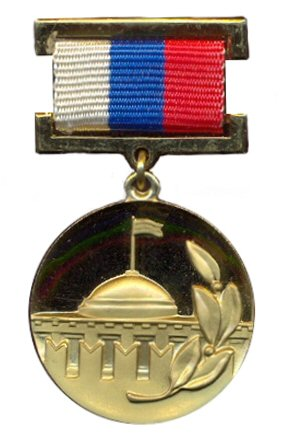
Почётный знак Лауреата премии Правительства Российской Федерации

Премия Правительства Российской Федерации имени Ю. А. Гагарина в области космической деятельности — премия, учреждена постановлением Правительством Российской Федерации от 4 апреля 2011 года № 240 «В целях развития космической деятельности Российской Федерации и в связи с отмечаемым в 2011 году 50-летним юбилеем первого в мире полёта человека в космос».

## Число премий и период их вручения
В указанном акте Правительство РФ постановляет:
1. Учредить 10 премий Правительства Российской Федерации имени Ю. А. Гагарина в области космической деятельности в размере 1 млн рублей каждая с присуждением их начиная с 2011 года 1 раз в 5 лет.
2. Утвердить прилагаемое Положение о премиях Правительства Российской Федерации имени Ю. А. Гагарина в области космической деятельности.

## За достижения в направлениях…
Премия Правительства Российской Федерации имени Ю. А. Гагарина в области космической деятельности присуждается
гражданам Российской Федерации за достижения в области космической деятельности по следующим направлениям:
- организация космической деятельности и использование её результатов в интересах науки, техники и различных областей экономики;
- создание, развитие, производство, испытания и эксплуатация ракетно-космической техники научного, социально-экономического, военного и двойного назначения в рамках Федеральной космической программы России, космического раздела государственной программы вооружения, а также иных программ в области космической деятельности;
- наблюдение за объектами и явлениями в космическом пространстве и обеспечение безопасности космической деятельности;
- подготовка и реализация крупных проектов в рамках международного сотрудничества в области космической деятельности;
- развитие научных космических исследований, организация и проведение научно-прикладных и фундаментальных исследований в области космической деятельности, а также научно-исследовательские и технологические разработки в этой области, содействовавшие повышению эффективности и инновационному развитию реального сектора экономики;
- образовательная и педагогическая деятельность, а также пропаганда достижений российской космонавтики.

## Порядок и условия выдвижения
- Выдвижение работ осуществляется органами государственной власти и организациями независимо от их организационно-правовых форм.
- Премия может присуждаться как 1 соискателю, так и коллективу соискателей, состоящему не более чем из 5 человек. В случае присуждения премии коллективу соискателей денежная часть делится поровну между лауреатами этой премии, а диплом, почётный знак и удостоверение к нему вручаются каждому из лауреатов.
- Премия не присуждается повторно (независимо от направления работ).
- На соискание премии выдвигаются работы, которые опубликованы или обнародованы иным способом, а также работы, в которых содержится информация ограниченного распространения.
- Не допускается включение в состав соискателей лиц, удостоенных за эту работу других премий, учреждённых Президентом Российской Федерации или Правительством Российской Федерации, либо включённых в коллектив, выполнявший другую работу, выдвинутую на соискание других премий Правительства Российской Федерации.
- и некоторые другие (см. Постановление об учреждении Премии)

Премия включает денежную часть, диплом и почётный знак лауреата премии.

### О присуждении премий
| Год  | Правовой акт Правительства Российской Федерации                                                      |
| ---- | --- |
| 2011 | Распоряжение от 13 декабря 2011 г. N 2232-р                                                          |
| 2016 | Распоряжение от 6 февраля 2016 года № 176-р. Архивная копия от 11 января 2022 на Wayback Machine     |
| 2021 | Распоряжение от 22 сентября 2021 года №2640-р. Архивная копия от 27 сентября 2021 на Wayback Machine |

## Лауреаты
Лауреаты премии Правительства Российской Федерации имени Ю. А. Гагарина в области космической деятельности